# 질 존스턴
질 존스턴(Jill Johnston, 1929년 5월 17일 ~ 2010년 9월 8일)은 미국의 여성주의 저자이며, 1973년 "레즈비언 네이션"(Lesbian Nation)을 쓴 문화평론가이다. 또한 "빌리지 보이스"(The Village Voice)를 저술했다. 그녀는 1970년대 레즈비언 분리주의자 운동을 이끈 리더였다. F.J.크로우(F.J.Crowe)라는 필명으로도 활동하였다.